# Illa de Santa Cruz (Oleiros)
L'illa de Santa Cruz, també coneguda com a illa do Castelo (Illa del Castell), és una illa gallega situada al municipi d'Oleiros, a la província de la Corunya. Està situada davant la vila d'O Porto de Santa Cruz i té una superfície d'1,9 ha.
Té una forma arrodonida i lleugerament muntanyosa, coberta d'arbres i jardins. S'hi pot arribar a peu amb la baixamar i està unida a terra mitjançant un pont de fusta.

## El castell
A l'illa s'aixeca el castell de Santa Cruz, que el va ordenar construir el capità general Diego das Mariñas l'any 1594. El port de la Corunya estava ben defensat pels castells de Santo Antón i San Diego, però el 1589 l'Armada anglesa, comandada per Francis Drake, va poder arribar tranquil·lament al fons de la badia i desembarcar a Oza per iniciar l'assalt de la Corunya. Per aquest motiu, es va completar la defensa de la badia amb la construcció d'una fortalessa a l'illa de Santa Cruz.
El 1640 es van acabar les defenses del castell, que es va completar amb peces d'artilleria. Una d'elles, l'anomenat canyó Barranco, assolia els 10 quilòmetres (la distància en línia recta del castell de Santa Cruz al de Santo Antón és de 4 km). En el segle xix, quan ja havia perdut el seu valor estratègic, va ser adquirit pel general Cavalcanti, marit d'una filla d'Emilia Pardo Bazán. Va construir al cos central un pazo per a viure-hi però, en no tenir descendència, va donar la fortalesa el 1938 a l'Arma de Cavalleria, que la va utilitzar com a residència estival d'orfes de militars.
Avui en dia està dedicat a la investigació i divulgació científica, essent la seu del Centre d'Extensió Universitària i Divulgació Ambiental de Galícia (CEIDA).